# Джерело № 8 (Розтоцька Пастіль)
Джерело № 8 — гідрологічна пам'ятка природи місцевого значення в Україні. Розташована на території Ужгородського району Закарпатської області, біля південної околиці села Розтоцька Пастіль.
Площа 0,25 га. Статус надано 1984 року. Перебуває у віданні: Розтоцько-Пастільська сільська рада.
Вода вуглекисла, гідрокарбонатно-натрієва. Заг. мінералізація — 9,6 г/л. Мікроелементи — марганець, метаборна кислота. Для лікування захворювань органів травлення.